# チルチェッロ
チルチェッロ（イタリア語: Circello）は、イタリア共和国カンパニア州ベネヴェント県にある、人口約2,300人の基礎自治体（コムーネ）。

## 地理

### 位置・広がり
ベネヴェント県のコムーネ。県都ベネヴェントから北へ25kmの距離にある。

#### 隣接コムーネ
隣接するコムーネは以下の通り。
- カンポラッターロ
- カステルパガーノ
- コッレ・サンニータ
- フラニェート・ラバーテ
- モルコーネ
- レイーノ
- サンタ・クローチェ・デル・サンニオ